# Pafawag 3B/4B
Pafawag 3B/4B (seria początkowo E55, od 1959 EW55) – normalnotorowe, trójwagonowe, wysokoperonowe elektryczne zespoły trakcyjne wyprodukowane w latach 1958–1962 w liczbie 72 sztuk przez zakłady Pafawag we Wrocławiu. Od 1959 kierowano je do Katowic i Warszawy. W 1964 pojazdy skończyły służbę na Górnym Śląsku, a ich eksploatację ostatecznie zakończono w 1995.

## Geneza, projekt i produkcja

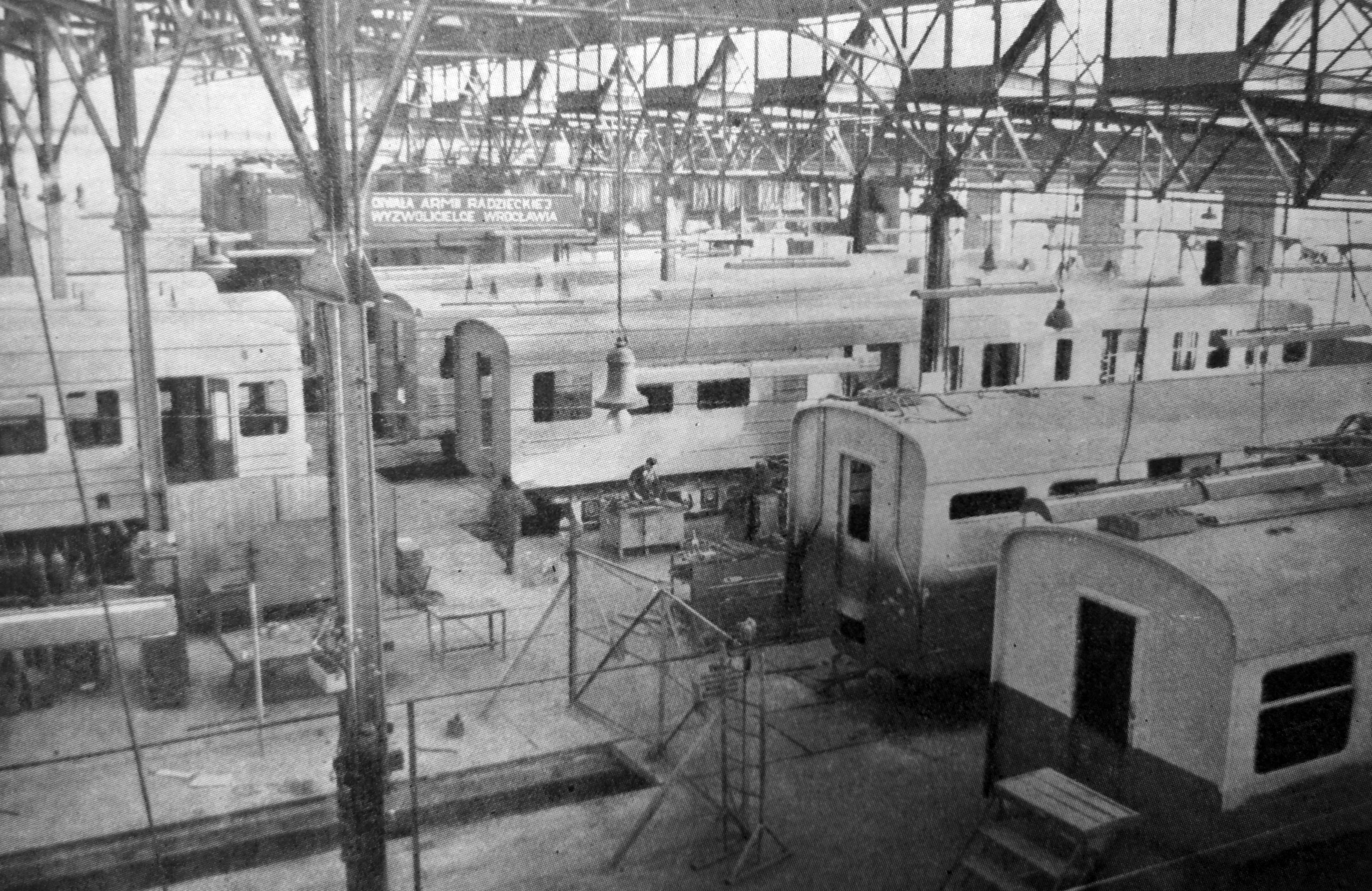
Montaż EZT w Pafawagu, w dolnym prawym rogu widoczne dwa wagony zespołu 3B/4B

Wobec niedoboru zespołów podmiejskich w warszawskim węźle kolejowym i przewidywanego dużego zapotrzebowania na pojazdy tego typu również w węźle katowickim, postanowiono opracować i wykonać w Polsce nowy elektryczny zespół trakcyjny.
W 1952 Biuro Elektryfikacji Kolei, korzystając z wyników eksploatacji zespołów serii EW51 i EW54, opracowało wstępne założenia projektowe. W kolejnych latach precyzowano parametry i rozwiązania konstrukcyjne poszczególnych urządzeń nowego zespołu, a w 1954 powstały ostateczne założenia do produkcji uwzględniające także doświadczenia z użytkowania jednostek EN56. W 1956 Centralne Biuro Konstrukcyjne Przemysłu Taboru Kolejowego wykonało projekt techniczny pojazdu, któremu nadano fabryczne oznaczenie 3B/4B. Konstruktorem prowadzącym odpowiedzialnym za część mechaniczną był Sławomir Mossakowski, natomiast część elektryczną i trakcyjną opracował Maciej Dobrowolski. Przy konstruowaniu jednostki wykorzystano osiągnięcia zachodniej myśli technicznej oraz posiadaną dokumentację. Producentem nowych pojazdów zostały wybrane wrocławskie zakłady Pafawag.
Postępująca elektryfikacja polskiej kolei wymagała również coraz większej liczby zespołów do ruchu lokalnego, dlatego też niezwłocznie po opracowaniu pojazdu wysokoperonowego przystąpiono do prac nad zespołem niskoperonowym. EZT typu 3B/4B stał się protoplastą dla nowej jednostki o oznaczeniu przemysłowym 5B/6B.
Produkcję zespołów typu 3B/4B rozpoczęto w 1958. W styczniu 1959 ukończono jednostkę prototypowa, a do 1962 wrocławski Pafawag dostarczył PKP łącznie 72 EZT tego typu. Numeracja kolejnych zespołów była dwucyfrowa, gdyż od początku zakładano, że ich liczba nie przekroczy 100 sztuk.
Zaraz po zakończeniu produkcji pojazdów typu 3B/4B rozpoczęto seryjną i długoletnią produkcję niskoperonowych EN57 do ruchu regionalnego, które były konstrukcyjnym rozwinięciem jednostek wysokoperonowych i zostały wyposażone w niemalże identyczne podzespoły.

## Konstrukcja

### Nadwozie
Elektryczne zespoły trakcyjne serii EW55 składały się z trzech wagonów – dwóch rozrządczych i jednego silnikowego. Wagony rozrządcze (fabryczne oznaczenie 3B) były wagonami skrajnymi i oznaczane były na PKP jako ra i rb (wagon rozrządczy a i b), natomiast wagon silnikowy (fabryczne oznaczenie 4B) znajdował się w środku składu i nosił oznaczenie s. Wagony były połączone ze sobą tzw. krótkim sprzęgiem „fabrycznym” (bez głowicy, nierozłączalnym w warunkach eksploatacyjnych), oraz przejściem dla pasażerów. Na czołach wagonów sterowniczych (początek i koniec zespołu) zamontowano tzw. sprzęgi długie (samoczynne sprzęgi Scharfenberga), które umożliwiały połączenie zespołów w składy. Jednostki EW55 były przystosowane do jazdy w trakcji ukrotnionej z jednostkami tej samej serii. Nie było możliwości przejścia pomiędzy połączonymi jednostkami.
Ostoja każdego z wagonów była wykonana z profili walcowanych i tłoczonych lub zgiętych blach. Tworzyły one szereg belek podłużnych, zwanych podłużnicami lub ostojnicami, oraz belek poprzecznych, zwanych poprzecznicami. Całość konstrukcji była spawana. Czołownice i belki skrętowe, które były szczególnymi miejscami w ostoi, wykonano jako konstrukcje skrzynkowe, zapewniając ich dużą wytrzymałość.
Okna w ścianach bocznych przedziałów pasażerskich o szerokościach 750 i 1100 mm były dwuczęściowe – część dolna była osadzona na stałe w ramie okiennej za pomocą uszczelek gumowych, górna natomiast była osadzona w ramie aluminiowej i odchylna do wnętrza wagonu. Okna czołowe w kabinach maszynisty były osadzone na stałe w ramach za pomocą uszczelek gumowych. Okna boczne w kabinach maszynisty miały szerokość 750 mm i były całkowicie opuszczane. Szyby wszystkich okien wykonano ze szkła hartowanego.

### Wnętrze i przestrzeń pasażerska
W każdym z trzech wagonów zespołu EW55 znajdowały się cztery przedziały ze środkowym przejściem między siedzeniami, dostępne dla podróżnych, rozdzielone trzema przedsionkami – każdy z parą rozsuwanych automatycznie, napędzanych pneumatycznie drzwi o szerokości 1300 mm. Skrajne przedziały wagonów rozrządczych to pomieszczenia dla kierownika pociągu, posiadające osiem miejsc siedzących i otwierane ręcznie jednoskrzydłowe drzwi zewnętrzne z każdej strony składu.
Siedzenia wykonane były jako twarde ławki o długości 900 mm, głębokości siedzenia 450 mm, wysokości siedzenia od podłogi 440 mm i wysokości oparcia od podłogi 985 mm; ważyły 40,7 kg każda.
Grzejniki ogrzewania elektrycznego o łącznej mocy 67,2 kW umieszczono w przedziałach pasażerskich pod ławkami pojedynczo lub parami.
Półki bagażowe w przedziałach pasażerskich umieszczono wzdłuż ścian bocznych nad oknami. Na suficie umocowano dwa równoległe rzędy oświetlenia jarzeniowego w postaci świetlówek bez osłon o mocy 25 W każda.

### Podwozie
Każdy z wagonów skrajnych był oparty na dwóch wózkach tocznych o rozstawie osi 2700 mm oraz średnicy wału 160 mm. Koła wózków tocznych były wykonane ze stali St65P, miały średnicę 940 mm, szerokość 135 mm i grubość 65 mm w stanie nowym (30 mm w stanie zużytym).
Wagon środkowy oparty był na dwóch wózkach napędnych o rozstawie osi 2700 mm oraz średnicach wału 170 mm i 175 mm. Koła wózków napędnych były wykonane ze stali 70P, miały średnicę 1000 mm, szerokość 135 mm i grubość 75 mm w stanie nowym (35 mm w stanie zużytym).
Wózki pojazdów serii EW55 były wyposażone w obręczowe zestawy kołowe, amortyzatory hydrauliczne, resory piórowe i sprężyny śrubowe. Rozstawy czopów skrętu wynosiły we wszystkich wagonach 14 800 mm.
W podwoziu wagonu silnikowego umieszczone było całe wyposażenie elektryczne oraz pneumatyczne zasilające.

### Zasilanie i napęd
Prąd stały o napięciu 3000 V, przesyłany linią napowietrzną, odbierany był przez dwa symetryczne odbieraki prądu typu AKP-1 lub AKP-4E, zamontowane na dachu członu środkowego. Napędzał on cztery silniki trakcyjne umiejscowione w wózkach napędnych wagonu środkowego. Moment obrotowy każdego silnika trakcyjnego był przenoszony na napędny zestaw kołowy za pomocą czołowej jednostronnej przekładni zębatej składającej się z małego i dużego koła zębatego.

## Eksploatacja
| Państwo | Przewoźnik | Liczba sztuk | Oznaczenie                                   | Lata eksploatacji | Źródła             |
| ------- | ---------- | ------------ | -------------------------------------------- | ----------------- | ------------------ |
| Polska  | PKP        | 72           | E55-01 ÷ 72 (do 1959) EW55-01 ÷ 72 (od 1959) | 1959–1995         | [ 3 ] [ 8 ] [ 16 ] |

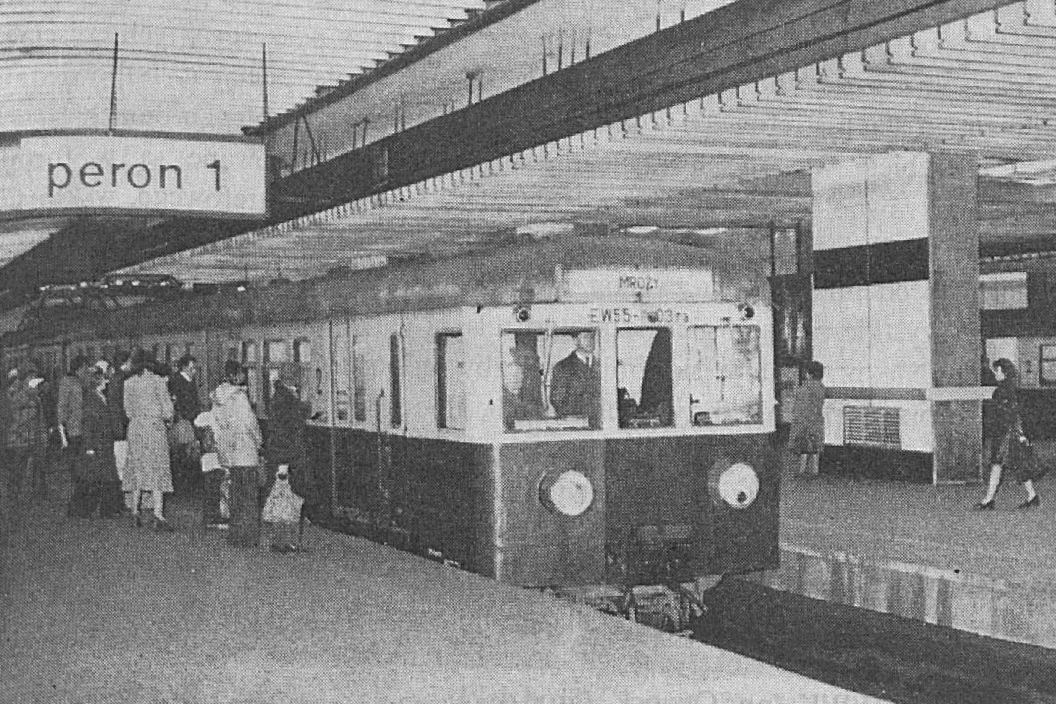
EW55-03 na przystanku Warszawa Śródmieście

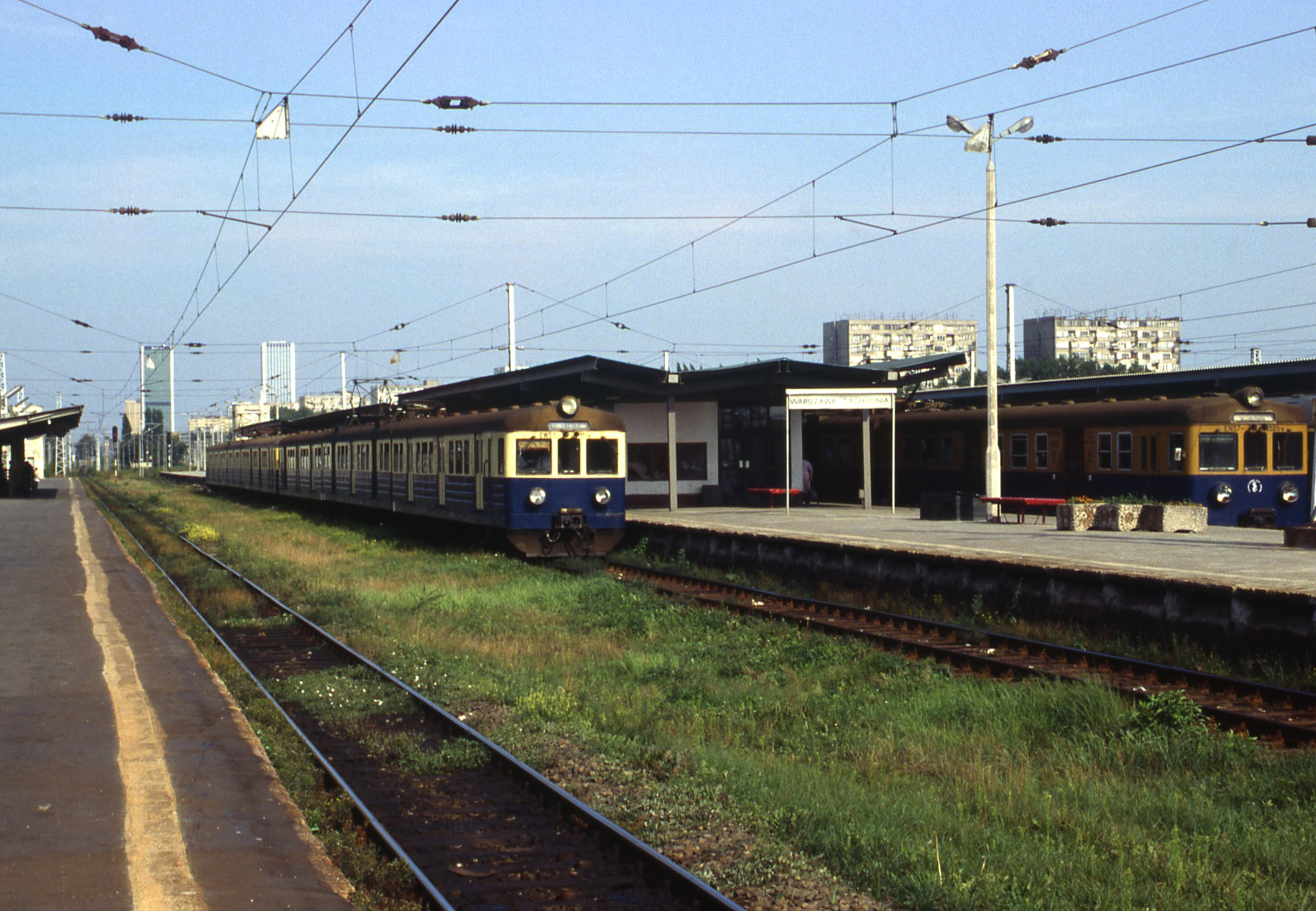
EW55-11 na stacji Warszawa Zachodnia; po prawej stronie widoczny EN57 (sierpień 1991 r.)

EZT typu 3B/4B na PKP oznaczono początkowo serią E55, a w połowie 1959 nadano im oznaczenie EW55. Jednostki te pierwotnie przydzielono do ME Warszawa Grochów, Warszawa Ochota oraz Katowice. Swoją służbę na Górnym Śląsku zakończyły w 1964, a w 1969 wszystkie egzemplarze przeniesiono na warszawską Ochotę. W latach 70. i 80. podczas napraw i przeglądów zespoły doposażono w trzeci reflektor i osłony tablic kierunkowych takie jak w pojazdach serii EN57.
Pod koniec I półrocza 1982 na stanie Centralnej Dyrekcji Okręgowej Kolei Państwowych znajdowało się 68 jednostek serii EW55, a w październiku 1990 w lokomotywowni Warszawa Ochota stacjonowało 66 EZT tej serii. W latach 90. pojazdy te zaczęto skreślać z inwentarza i ostatecznie wiosną 1995 zakończono eksploatację tej serii. Do celów muzealnych pozostawiono jednostki o numerach 01, 47 i 50, która została skreślona jako ostatnia. Ze względu na brak ostatecznej decyzji pojazdy te zezłomowano. Ponadto na terenie ZNTK Mińsk Mazowiecki zachowały się zespoły o numerach 33, 35 i 38, które w lipcu 1999 przetransportowano do lokomotywowni Ochota. PKP pierwotnie zdecydowało o ich likwidacji na terenie tej lokomotywowni, ale ostatecznie w tym samym miesiącu przekazano je do pruszkowskiego przedsiębiorstwa zajmującego się złomowaniem. Pod koniec 1999, mimo starań miłośników kolei o zachowanie i wpisanie do rejestru zabytków przynajmniej jednego z tych pojazdów, nie podjęto pozytywnej decyzji w tej sprawie i jednostki pocięto.